# Lamborghini Miura
Lamborghini Miura je sportski automobil rađen između 1966.g. i 1973. g. Proizvod je tvrtke Lamborghini iz Italije.  Miura je postavio novi trend sa središnje postavljenim motorom. U to vrijeme većina automobila imala je motor smješten sprijeda i pogon na zadnje kotače. Ime je dobila po poznatoj pasmini bikova za borbe Miura (vlasnika don Eduarda Miure, prijatelja Ferrucia Lamborghinija).

## Izgled
Inspiriran Fordom GT40 Miura je zadivila posjetitelje autosalona u Torinu 1965.g. gdje je predstavljena samo šasija. Naručeno je nekoliko modela iako je čitavi auto nije zgotovljen. Kasnije je Marcello Gandini iz Bertonea odabran da oblikuje vanjski izgled Miure, ali i mnogih drugih sljedećih Lamborghini modela. Konačan izgled predstavljen je pet mjeseci kasnije na Ženevskom autosalonu 1966.g. Model je bio prava senzacija sa svojim neobičnim linijama, neobičnim motorom, poklopcima motora i prtlježnika koji su se otvarali poput školjke na prednjem i stražnjem dijelu automobila. Na samom kraju automobila, iza motora, nalazio se mali prtljažnik.

## Miura modeli

### P400
Prve Miure su pokretane 3.9 L poznatim Lamobrghini V12 motorom koji je razvijao 350 KS (260 kW).
Između 1966.g. 1969.g. proizvedena su 275 primjerka. Uspjeh za Lamborghini unatoč tada visokoj cijeni od 20,000 američkih dolara (što bi danas 2007.g. iznosilo oko 114,00 američkih dolara).
Na 700 od 750 motora mijenjačke kutije dijelile su ulje za podmazivanje s motorom. Zbog toga su bile potrebne učestale promijene ulja. Razlog za razdvajanje ulja bio je uvođenje straženjeg diferencijala koji je zahtijevao posebno ulje. Rani Miure su najlakši modeli i potpuno su izrađeni u aluminiju.

### P400S
Model poznat kao Miura S, predstavljen je na autosalonu u Torinu u studenom 1968.g. Malo je promijenjen u odnosu na P400. Male preinake na motoru koje su povećale snagu za 20 KS, malo povećanje prostora za prtljagu, kromirani rub oko vanjskih prozora i slično. Krov je sada napravljen od čelika, zbog problema s rigidnošću na prvom modelu. Za povećanje udobnosti dodani su u automobil dodaci poput: vrata za pretinac za rukavice, upaljač za cigarete u obrnutom položaju, prekidač za brisače vjetrobranskih stakala itd. Između prosinca 1968.g. i ožujka 1971.g proizvedene su 338 Miure S.

### P400SV
Zadnja i najpoznatija Miura, P400SV ili Miura SV sadržavala je u sebi značajnije promijene od prethodnika. Promjene na motoru dale su dodatnih 15 KS što je sada iznosilo ukupno 385 KS. Zadnjih 50 motora za SV model imali su razdvojene sustave ulja posebno za motor i posebno mijenjačku kutiju. To je riješilo velik problem pouzdanosti motora, jer se znalo dogoditi da pojedini metalne ostrugotine iz mijenjačke kutije doputuju do motora što je znalo imati katastrofalne i skupe posljedice. Na modelu SV promijenjen je i položaj spremnika za gorivo koji je do tada bio smjesten sprijeda što je prilikom smanjenja količine (težine) goriva imalo negativne posljedice na vozna svosjtva. SV se razlikuje od prethodnika i po vanjskim značajkama. Nije imao "obrve" iznad prednjih svjetala, imao je šire branike kako bi se prilagodili novim 9-incha širokim Pirelli Cinturato gumama. Proizvedeno je 150 automobila i jedan je posjedovao Frank Sinatra. Postoji tiskarska greška u priručniku za SV model. Greška se odnosi na veličinu usisnih ventila. Vrijednost je točna, samo što su jedinice unesene u priručnik greškom engleske, a trebale bi biti metričke. Ova se tiskarska greška nastavlja u priručnik za sve modele Lamborghinija koji koriste 4 litreni V12 motor, jer se veličina ispušnih i usisnih ventila nije mijenjala.

### P400 Jota
Tvornički vozač Lamborghinija Bob Wallace razvio je ovaj jedan model kao test za sljedeće modele Miure. Nakon opsežnog testiranja, automobil je prodan. U travnju 1971.g. automobil je razbijen na Brescia kružnoj stazi gdje je odmah i izgorio. Lamborghini je napravio repliku ovog automobila.

### P400 SV/J
Nakon što su kupci čuli za Jota model, svi su zahtijevali svoj primjerak. Lambroghini nikako nije mogao opravdati proizvodnju modela Jota, stoga je ponudio svojim kupcima nadogradnju SV modela. 
Nadograđeni su motor, ovjes, vanjski i unutarnji izgled. 
Postoje 5 modela Miura SV/J. Dva su proizvedena potpuno nova, a tri su preuređena od postojećih SV modela. Šesti je napravljen između 1983.g. i 1987.g. za brata Patricka Mimrama tadašnjeg vlasnika Lamborghinija od neiskorištene šasije modela Miura S.

### Roadster
Jedinstvena verzija Miura Roadster (zapravo više targa-model, ali bez pokretnog krova) napravljena je kao reklama. Nakon što je bila izložena na nekoliko autosalona auto je prodan grupi kompanija u metalurškoj industriji ne bi li demonstrirali mogućnosti upotrebe raznih metalnih slitina u auto industriji. Automobil i danas postoji i često ga repliciraju.

### P400 SVJ Spider
Ova verzija Miure prikazana je 1981.g. na Ženevskom autosalonu nedugo nakon što je Patrick Mimran preuzeo Lamborghini. Automobil je ustvario bio žuta Miura S predstavljena na autosalonu u Ženevi 1971.g.  rekonstruirana 1980.g. u Spider od strane švicarskog uvoznika Lamborghinija "Lambomotor AG". Predstavljen je na štandu zajedno s ostalim novim modelima iz 1981.g. (Jalpa i LM002). opremljen sa širokim kotačima i stražnjim spojlerom u kontekstu oživljavanja tržišta. Razamtran je kao prototip za limitiranu seriju Miura Spider.

## Značajke

### Motor
- Konfiguracija: 60 stupnjeva V12, DOHC
- Zapremnina motora: 3929 cm
- 350 KS (261 kW) na 7,000 okr/min (osnovni)
- 370 KS (276 kW) na 7,700 okr/min (S)
- 385 KS (287 kW) na 7,850 okr/min (SV)

### Performanse
- Maksimalna brzina: 288 km/h  (179 mph)
- 0-100 km/h: 5.5 sekundi
- Četvrtinu milje: ~14 sekundi

## Vanjske poveznice
- Miura linije  Arhivirana inačica izvorne stranice od 20. ožujka 2007. (Wayback Machine)
- Lamborghini Miura tehničke reference